# Cyligramma troglodyta
Cyligramma troglodyta är en fjärilsart som beskrevs av Fabricius 1793. Cyligramma troglodyta ingår i släktet Cyligramma och familjen nattflyn. Inga underarter finns listade i Catalogue of Life.

## Bildgalleri

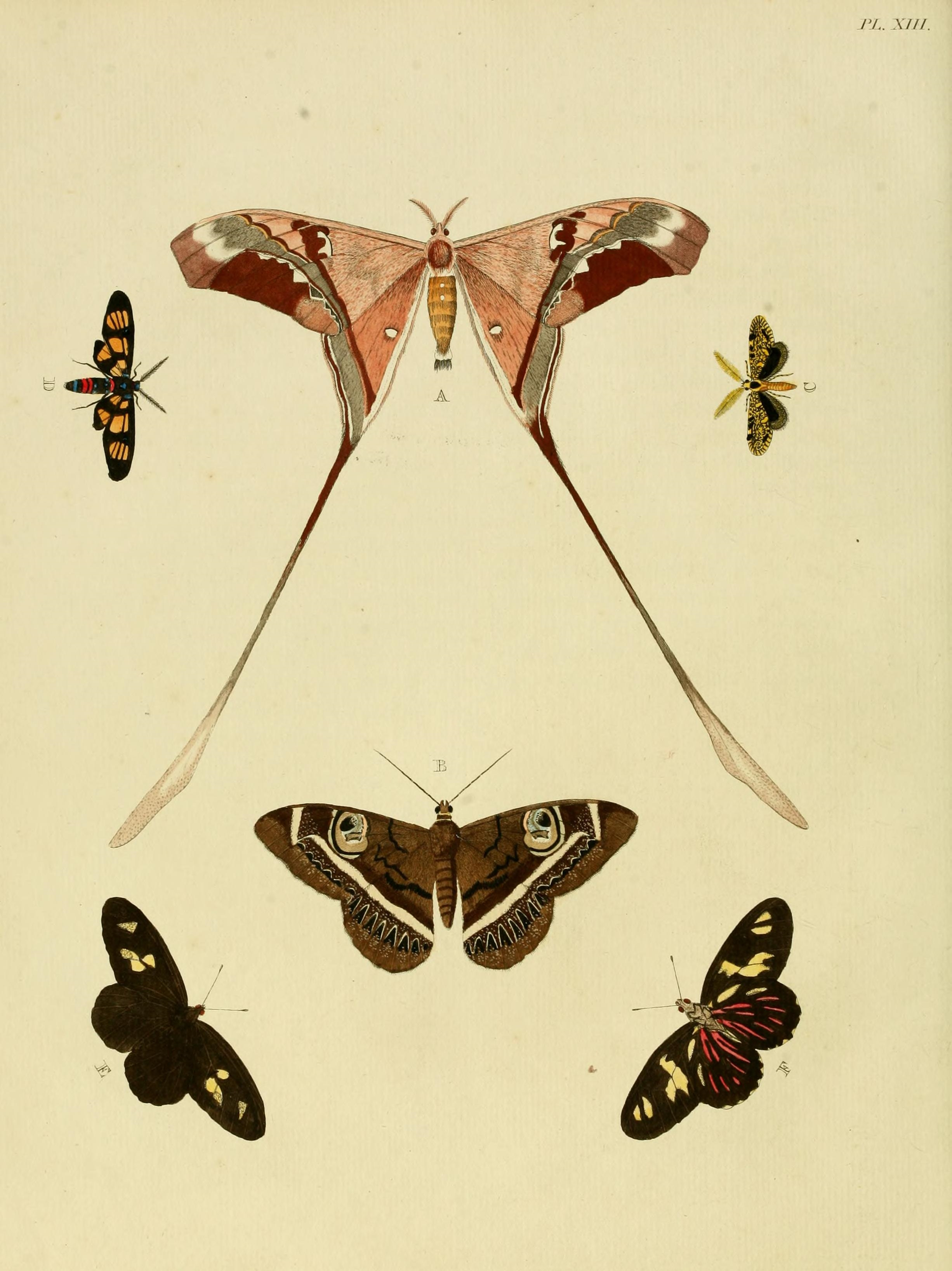